# Pasavci
Pasavci (znanstveno ime Dasypoda) so skupina sesalcev Novega sveta, za katere je značilen oklep iz roževinastih lusk po hrbtni strani telesa. Čez pleča in boke je oklep običajno tog, po hrbtnem delu pa je v obliki gibljivih obročev oz. pasov, po čemer je skupina dobila tudi ime. Uporabljajo ga za obrambo pred plenilci; kadar so ogroženi, potegnejo ude pod oklep in se stisnejo k tlom, nekatere vrste pa so se sposobne celo zviti v kroglo.
Največkrat se prehranjujejo z raznimi žuželkami in njihovimi ličinkami, ki jih lovijo z dolgim, iztegljivim jezikom (podobno kot mravljinčarji) in močnimi kremplji, s katerimi kopljejo po tleh. Nekatere vrste, predvsem navadni mehkooklepni pasavec, pa so glede prehrane bolj prilagodljivi in jedo tudi gobe, gomolje in sadeže, zato so se razširili po vsej Južni Ameriki in tudi delu Severne. Skupina se je sicer razvila v Južni Ameriki, kjer dosega največjo pestrost.
Do pred nedavnim so vse pasavce združevali v eno samo družino, Dasypodidae, kasneje pa so bili mišji pasavci (Chlamyphoridae) zaradi mnogih posebnosti oddeljeni v svojo družino. Skupno v obe družini uvrščamo 20 znanih še živečih vrst. Največja vrsta, veliki pasavec (Priodontes maximus) doseže en meter v dolžino brez repa in tehta okrog 50 kg, med zadnjo ledeno dobo izumrli rastlinojedi orjaški pasavci iz poddružine Glyptodontinae pa so tehtali po več ton in imeli oklepe s premerom 3 m. Pasavci so najbolj sorodni mravljinčarjem in lenivcem. Druži jih značilnost, da imajo njihova vretenca dodatne sklepne površine, kar je posebnost med sesalci.